# Ravni Del (Leskovac)
Ravni Del je naselje u gradu Leskovcu, Jablanički upravni okrug, Srbija. Prema popisu iz 2022. godine u Ravnom Delu je živjelo 29 stanovnika. Selo se nalazi blizu granice s Kosovom.